# Dikaryon

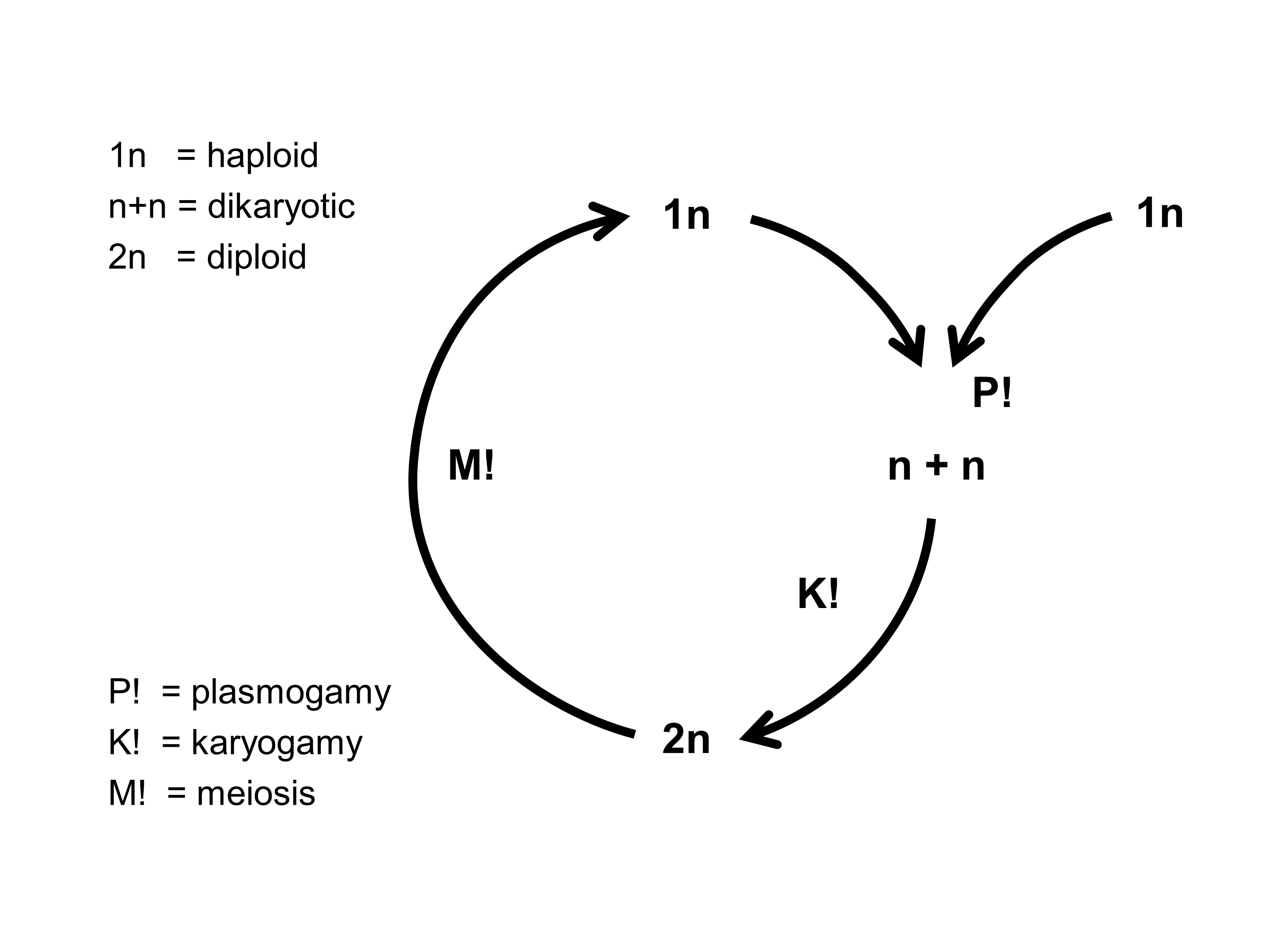
De dikaryofase is bij Basidiomyceten en Ascomyceten een fase tussen de haplofase en de diplofase: er zijn per cel twee haploïde (n) kernen.

Een dikaryon is een  cel met twee haploïde kernen die synchroon delen. Een dikaryon komt voor bij sommige schimmels en ontstaat als twee verschillende, een + en een -, schimmeldraden met elkaar versmelten.
De dikaryofase (dikaryon-toestand) komt voor bij de Dikaryomycota, een groep van schimmels waartoe de Ascomyceten en de Basidiomyceten behoren. In een bepaalde fase van de levenscyclus versmelten beide kernen, waardoor diploïde cellen ontstaan.
Hoewel veel protisten ook twee kernen hebben heet dit niet een dikaryon. De twee kernen zijn van verschillende grootte: de macronucleus en de micronucleus.